# Giovanni Bosco
Giovanni Melchiorre Bosco (Don Bosco), född 16 augusti 1815 i byn Becchi i närheten av Turin, Piemonte, död 31 januari 1888 i Turin, var en italiensk romersk-katolsk präst, ordensgrundare och filantrop. Han vördas som helgon inom Romersk-katolska kyrkan. Hans minnesdag firas den 31 januari.

## Biografi
Giovanni Bosco var son till Francesco Bosco och Margherita Occhiena. Modern, som blev ensamstående när Bosco var två år, är sedan 2006 venerabilis.
Vid 26 års ålder blev Giovanni Bosco prästvigd. I industristaden Turin kunde han inte undvika att lägga märke till de många övergivna ungdomar, som drev runt på gatorna, bildade gäng och ägnade sig åt stölder och andra brott. När han räddat en av dem från ett hårt straff, vann han deras förtroende. Inom fem år samlade han över 400 gatpojkar i sitt "oratorium", en gammal skofabrik han införskaffat och låtit bygga om. Don Boscos pedagogiska metod var "preventiv" (se brottsprevention), det vill säga istället för att straffa efter brottet förebyggde han det genom meningsfull sysselsättning.
1859 grundade Don Bosco Den helige Frans av Sales präster, kallad Salesianorden, som hade som syfte att ta hand om övergivna eller fattiga barn och uppfostra dem till lant- eller industriarbetare. Vid sin död efterlämnade Don Bosco i blomstrande skick 150 sådana anstalter, där nära 130 000 barn varit omhändertagna. I Sverige finns salesianerna i Södertälje.
Domenico Savio var en av många unga som uppfostrades av Don Bosco.
Don Giovanni Bosco har i sin hemort Becchi, utanför Castelnuovo Don Bosco, en basilika tillägnad sig.